# Högskolan för design och konsthantverk
Högskolan för design och konsthantverk (HDK) var en institution inom konstnärliga fakulteten vid Göteborgs universitet. Numera heter det HDK-Valand efter sammanslagningen med Konstakademien Valand. Skolan som grundades 1848 har idag sina lokaler vid Kristinelundsgatan i Göteborg, ett kvarter väster om Kungsportsavenyen samt på Vasagatan. Huset på Kristinelundsgatan ritades speciellt för skolan av Hans Hedlund och stod färdigt 1904. I motsatta änden av kvarteret ligger Röhsska museet, som skolan har ett nära samarbete med.
Skolan har tidigare hetat Slöjdföreningens skola (1848–1964), då ofta kallad Slöjdis, samt Konstindustriskolan (1964–1989).

## Historia

### Bakgrund och grundande
Slöjdföreningen i Göteborg bildades den 15 december 1846 med dåvarande rektorn för Chalmerska Slöjde Skolan, professor Carl Palmstedt, som ordförande. 
| ”                                        | Föreningens ändamål är att söka befrämja svenska konstflitens och näringarnas, samt även de så kallade husslöjdernas förkovran, så att inhemska tillverkningar må, genom godhet och pris, göra de utländska mindre behövliga och begärliga, samt att svenska slöjdalster såmedelst måtte vinna ökad förbrukning och avsättning. | „ |
| – Paragraf 1 i föreningens stadgar, 1846 | |   |

Föreningens syftet med att starta en skola var att fylla ett nytt behov som uppstått i och med industrialismen. Tidigare hade hantverkare fört vidare kunskap till lärlingar och gesäller, men när skråväsendet avskaffades 1846 och näringsfrihet infördes 1864 krävdes inte längre yrkeskunskap för att starta ett företag. Istället efterfrågades tydliga instruktioner för hur maskiner skulle brukas och hantverk skulle utföras. Detta gjordes med skisser och modeller som skapades av så kallade mönsterritare. Det var dessa som främst skulle utbildas på skolan.
Skolan öppnades för undervisning i december 1848 i "före detta Bergströmska huset" på Östra Hamngatan 32, mitt emot Gustaf Adolfs torg, med 20 elever. Undervisningen bedrevs inledningsvis tre dagar i veckan. Man lärde ut räknekonst och välskrivning på onsdagar, svenska språket, historia och geografi på lördagar och linearritning och frihandsteckning på söndagar. Sommaren 1849 tillkom lektioner i modellering under ledning av målaren Axel Fahlcrantz som vistades i Göteborg för att arbeta med utsmyckningen av Börshuset. Under det första verksamhetsåret hade skolan haft totalt 75 elever, huvudsakligen gesäller, lärlingar och arbetare med dåliga allmänkunskaper, vilket var bakgrunden till den framträdande roll som ämnen som räkning och skrivning skulle ha under skolans första år.

### Resten av 1800-talet
En vacklande ekonomi tvingade skolan att byta lokaler redan i januari 1849, då skolan flyttade till "handlaren Zachrisson" med en månadshyra på 20 kronor. Lokalerna visade sig snart olämpliga och på hösten 1850 tvingades skolan flytta på nytt, denna gång till "byggmästare Malmbergs ej långt från skolan varande hus ... i stadens nya kvarter 7, no. 28" vid Östra Larmgatan 14, där årshyran var 450 kronor för två mindre rum.
I juni 1852 lämnade Palmstedt ordförandeskapet, vid 67 års ålder. Ny ordförande blev kapten Johan August af Petersens. Elevantalet var samma år 90 stycken, varav 56 var sysselsatta med hantverk och 27 i fabriker. af Petersens avgick som ordförande 1855, vilket då övertogs av kaptenen (och från 1862 professorn) Eduard von Schoultz - Palmstedts efterträdare som föreståndare vid Chalmers. Under åren 1855–1881 kom von Schoultz att stå i spetsen för Slöjdföreningen och dess skola, även som skolans föreståndare. Det var under hans ledning undervisningen utformades och stabiliserades.
Skolan hade hela tiden stöttades finansiellt och pedagogiskt av Slöjdföreningen i Göteborg. Det som långsiktigt tryggade skolans lokalbehov, var att Kungl. Maj:t den 24 april 1863 för all framtid, kostnadsfritt upplät Kronans andel i Ostindiska Kompaniets hus för Museets och Slöjdskolans behov. 
I april 1865 slogs den konkurrerande Göteborgs hantverksskola samman med Slöjdföreningens, och elevantalet steg nu till 356. Samma år omarbetades Slöjdföreningens stadgar och skolan fick sin första riktiga föreståndarpost som var skild från föreningens ordförandes. Den 17 februari 1865 utsågs von Schoultz, ordförande i föreningen sedan tio år tillbaka, till denna post.
Stockholmsutställningen 1866 blev den första där Slöjdföreningens skola var representerad; den erhöll då en bronsmedalj. År 1873 deltog man i Världsutställningen i Wien och erövrade ett första pris, silvermedalj och diplom.
Verksamheten expanderade och en särskild byggnad för Slöjdföreningens Skola intill Chalmers vid Vasagatan 50 planerades. Ritningar till nybyggnaden utarbetades på styrelsens uppdrag av arkitekten Victor von Gegerfelt. Bygget drog ut på tiden, men i oktober 1876 kunde man flytta in i de nya lokalerna. Från och med detta år antogs även kvinnor till utbildningen och för detta anställdes även fyra lärarinnor som tog hand om deras undervisning. De kvinnliga eleverna utbildades i bland annat frihandsteckning, bokföring, sifferräkning, välskrivning, textning, modellering, träskärning och papparbete, medan det i den manliga undervisningen ingick ett flertal tekniska och konstruktiva ämnen. Chalmers och Slöjdföreningens skola var nära förbundna med varandra och hade under lång tid gemensamma lärare och föreståndare.
År 1881, efter von Schoultz död, rektorstjänsten övertogs av Carl Ekstrand, lektor i mekanik vid Chalmerska institutet. Han skulle förbli i denna roll i 25 år, fram till 1906. Tre år senare inrättades ett facklärarkollegium i vilket lärarna i skolans huvudämnen ingick. Under denna period utvecklades och utökades undervisningen, man öppnade exempelvis en klass för maskinister och eldare och började undervisa i porslinsmålning under ledning av konstnären August Chevet.
För att möta den tilltagande platsbristen i huset vid Vasagatan genomfördes åren 1885–1887 en om- och påbyggnad under ledning av Bror Viktor Adler och Hans Hedlund. År 1899 lämnade Hedlund in en motion till styrelsen om att uppföra en ny byggnad inklusive en museidel för att husera skolans konstindustrisamlingar.

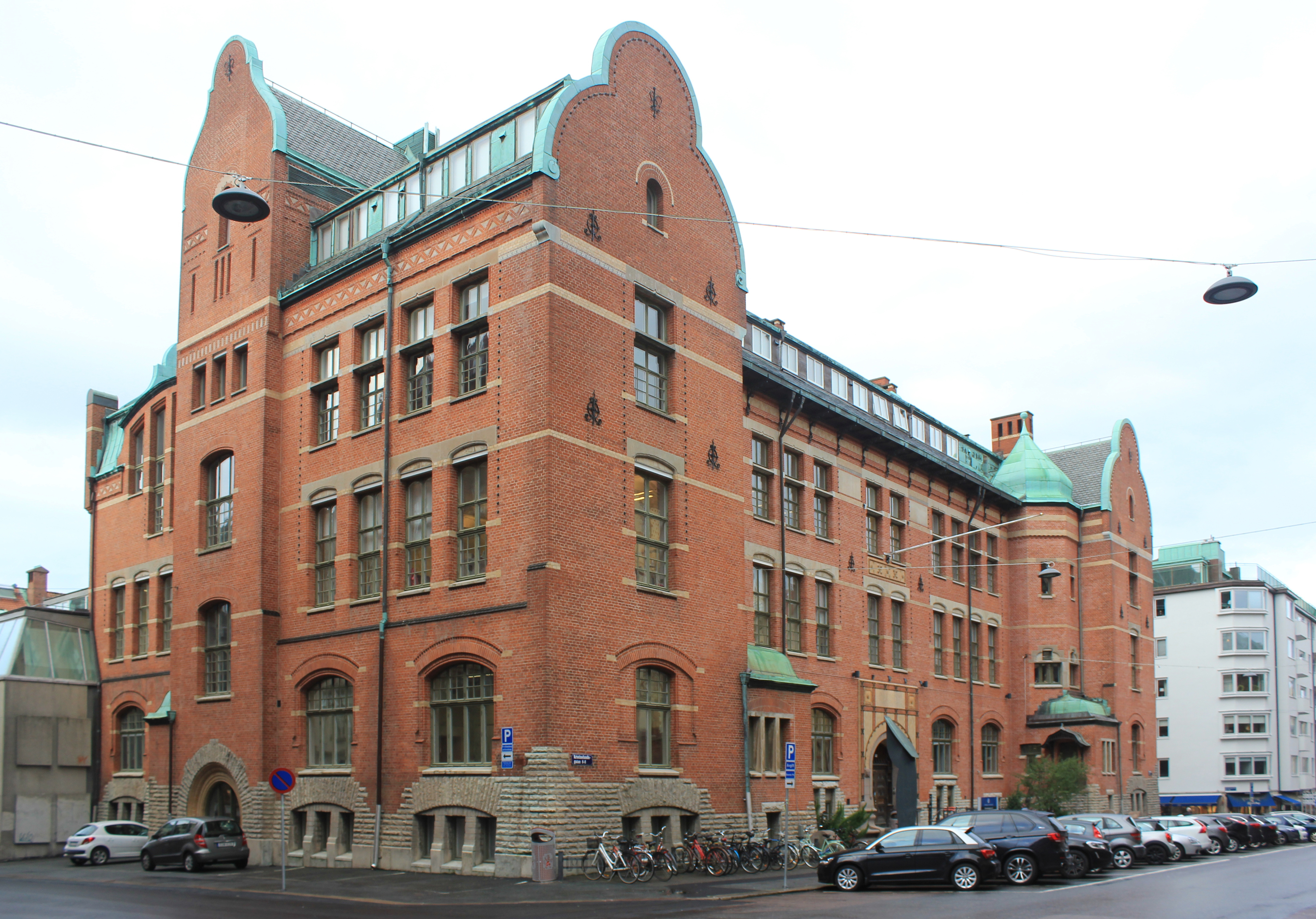
HDK-huset byggdes 1904.

### Tidigt 1900-tal
År 1901 utlystes en arkitekttävling för en ny byggnad för skolan, som även skulle inrymma ett museum. Det kom in nitton bidrag som bedömdes av en jury bestående av arkitekterna Isac Gustaf Clason, Carl Fahlström och John Smedberg samt stadens representanter Erik Trana och Wilhelm Berg. Inget av förslagen bedömdes som genomförbart, men det utdelades två förstapriser: för skoldelen till Frans Bertil Wallberg och för museidelen till Charles Lindholm. Bland de tävlande fanns också Eugen Thorburn och Torben Grut. Till slut valde man att förverkliga ett förslag av Hans Hedlund, som färdigställdes 1904. Det nya huset utökades 1915 med undervisningslokaler på vindsvåningen ritade av Sigfrid Ericson och 1962 med en påbyggnad, ritad av Sven Brolid, som förband det med 1916 invigda Röhsska museet. En ny tillbyggnad tillkom 1992, under ledning av White arkitekter, som ersatte gården med en samlingssal.
Inspirerade av Arts & Crafts-rörelsen och jugendrörelsen började skolan vid sekelskiftet 1900 att släppa på den tidigare så centrala undervisningen i frihandskopiering och började tillåta ett mer personligt konstnärligt uttryck. Den tekniskt betonade undervisningen förändrades, skolan orienterade sig mer mot en konsthantverkstradition och man började inreda skolverkstäder.
1906 började man med avgiftsfria föreläsningar för allmänheten. Dessa avhandlade konstindustri fram till 1916, då det nyöppnade Röhsska museet började med föreläsningar, varför skolan övergick till att föreläsa om målarkonstens historia. En föreläsningsserie som hölls av konsthistorikern och museimannen Axel Romdahl med början år 1919.
1907 startades en kvällskurs i boktryckeri, som kom att kallas för Skolan för bokindustri, initierad av den göteborgska boktryckaren Waldemar Zachrisson. Utbildningen var fram till 1949 fyra år lång. Sedan blev det en treårig utbildning, uppdelad med en ettårig grundkurs på Konstindustriskolan, och två lärlingsår ute på arbetsplats. Åren 1950–1969 var bokkonstnären och grafiske formgivaren Erik Lindegren föreståndare för Skolan för bokindustri.
Under perioden 1913–1945 var arkitekten Sigfrid Ericson rektor för Slöjdföreningens skola. Han avlöstes av inredningsarkitekten Åke Huldt som innehade tjänsten till 1956. 
Under 1900-talet fram till början av 1960-talet var det inte ovanligt att elever påbörjade sin konstnärliga utbildning på Slöjdföreningens skola för att sedan avsluta den på skolor i Paris eller på exempelvis Konstskolan Valand. Ett exempel var Nils Wedel som efter sin grundutbildning på Slöjdis fortbildade sig vid Académie Moderne i Paris och sedan återkom till Slöjdföreningens skola som lärare 1939-1958 där han efterträdde sin gamla lärare Albert Eldh.
Läsåret 1946–1947 inrättade man en gemensam grundkurs för alla studerande oavsett inriktning, som omfattade bland annat ett nytt ämne, formläran, med Nils Wedel som lärare.
År 1948 firades skolans hundraårsjubileum. Tillfället uppmärksammades bland annat med utställningen Staden och stilen på Röhsska museet, som var ett samarbete mellan skolan, Röhsska och Göteborgs Historiska museum och som ägnades åt Göteborgs utveckling. Man utgav även minnesskriften Slöjdföreningens Skola 1848–1948 samt instiftade en utmärkelse i form av en plakett formgiven av läraren Arthur Johansson som skulle delas ut till personer med förtjänster för skolan. De första pristagarna blev Göteborgs Stad, skolans inspektör civilingenjör Hilding Schalin samt två tidigare rektorer Charles Lindholm och Sigfrid Ericson.

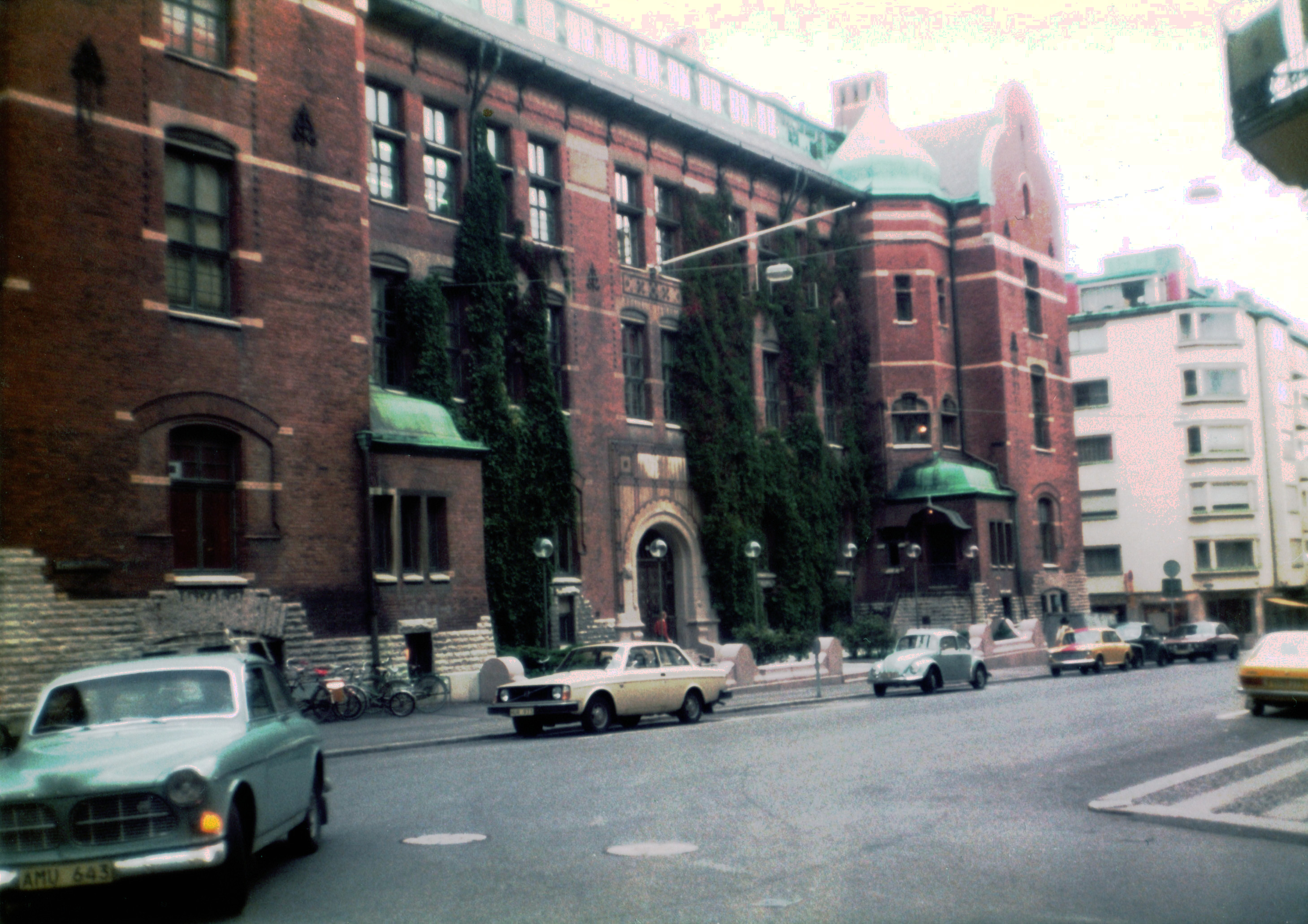
HDK 1976.

### Sent 1900-tal
År 1951 katalogiserades skolans boksamling för första gången och flyttades till ett eget rum. Till den nuvarande lokalen flyttade biblioteket år 1963, efter att skolhuset förbundits med Röhsska museets byggnad.
Utöver konsthantverk har grafisk design, möbelformgivning och textilkonst länge haft en stark ställning vid skolan. Först 1966 infördes industridesign på schemat. 1977 införlivades skolan i Göteborgs universitet, tillsammans med Musikhögskolan, Scenskolan och Valand och blev därmed Sveriges första konstnärliga fakultet.
Under åren 1964–1989 hette skolan Konstindustriskolan och från 1989 Högskolan för design och konsthantverk.

### 2000-talet
Den 1 juli 2012 blev Steneby – Institutionen för konsthantverk och design i Dals Långed också en del av HDK.
År 2020 slogs HDK ihop med Konstakademien Valand och blev HDK-Valand